# Blutdoping
Das Blutdoping ist eine Methode zur künstlichen Erhöhung der Hämoglobinkonzentration im Blut eines Sportlers durch Transfusion von Blutkonserven, die erhöhte Konzentrationen von roten Blutkörperchen enthalten (Erythrozytenkonzentrate). Höhere Hämoglobinkonzentrationen verbessern die Sauerstoffaufnahme sowie Sauerstofftransportkapazität des Blutes, welche dem blutgedopten Sportler eine Steigerung seiner Ausdauerleistung ermöglichen. Die für die Transfusionen benötigten Blutkonserven können zuvor durch Eigenblutspenden (autologe Bluttransfusion) oder Fremdblutspenden einer bzw. mehrerer geeigneter fremder Personen (homologe Bluttransfusion) angelegt werden.
Blutdoping steht seit 1988 auf der Liste der verbotenen Methoden des Internationalen Olympischen Komitees (IOC) sowie der World Anti-Doping Agency (WADA).

## Vorgehensweise
Für das Eigenblutdoping wird dem Sportler einige Wochen vor dem Wettkampf ca. 1 Liter Blut abgenommen. Der Sportler hat die Zahl der in seinem Blut enthaltenen Erythrozyten (rote Blutkörperchen) bereits zuvor durch Absolvieren eines Höhentrainings oder Anwendung von Erythropoetin (EPO) erhöht. In einer Zentrifuge werden die roten Blutkörperchen von den restlichen Blutbestandteilen, die dem Spender umgehend wieder in den Blutkreislauf zurückgeführt werden, abgetrennt. Die gewonnene Blutkonserve konzentrierter roter Blutkörperchen wird mit einem Gerinnungshemmer/Stabilisator versetzt und gekühlt gelagert. Kurz vor dem Wettkampf (da sich dann der Blutkreislauf wieder normalisiert hat) wird dem Sportler die Blutkonserve per Transfusion zugeführt. Durch die erhöhte Anzahl an roten Blutkörperchen wird mehr Sauerstoff transportiert, sodass der Sportler eine höhere Leistung im Bereich der Ausdauer vollbringen kann. Beim Fremdblutdoping benötigt man einen Spender mit identischer Blutgruppe und identischem Rhesusfaktor, welcher auch Nichtsportler sein kann, was den „Vorteil“ hat, dass dieser keinen Kontrollen unterliegt.

## Geschichte des Blutdopings
Die Technik des Blutdopings ist seit den 1970er-Jahren bekannt und wird in erster Linie in Ausdauersportarten angewandt. Mit der seit 1987 bestehenden Möglichkeit der gentechnischen Herstellung von EPO verlor das in der Handhabung aufwendigere, weniger effektive Blutdoping in den Folgejahren an Bedeutung, während sich EPO-Missbrauch in den 1990er-Jahren zur dominierenden Dopingmethode im Ausdauerbereich entwickelte. Durch die Einführung eines EPO-Nachweisverfahrens im Jahr 2000 verlor EPO jedoch schlagartig an Attraktivität bei den dopenden Athleten und es kam zu einem Comeback des Blutdopings, welches (in der Form des Eigenblutdopings) bisher durch Einzeltests nur schwer nachweisbar ist. Jedoch konnte das Auffinden von Blutdoping-Utensilien bei den Olympischen Winterspielen 2006 oder gelagerter Blutkonserven mit entsprechendem Nachweis der Spenderidentität wie im Dopingskandal Fuentes zur Sperre dopender Athleten oder ihrer Helfer führen.

## Wirkung
- erhöhte maximale Sauerstoffaufnahme
- erhöhte Hämoglobinkonzentration
- vergrößerte Hämoglobingesamtmasse
- Erhöhung der „Wasserreserve“ im Blut (verbesserte Thermoregulation)
- Steigerung der Pufferkapazität des Blutes (über erhöhte Blutmenge)

Mittels Blutdoping können Leistungssteigerungen bis ca. 5 % erzielt werden.

## Gefahren
- septische Schocks durch Transfusion infizierter Blutkonserven
- Übertragungen von Krankheiten durch infizierte Blutkonserven, HIV, Hepatitis B und C (bei Fremdblutspenden), bei Eigenblutspenden geringeres Risiko
- Blutmangel
- Schwindelgefühle
- Angstzustände und abdominale Schmerzen
- Risiko eines kardiovaskulären Todes
- erhöhtes Thrombosen- und Embolie-Risiko durch eingedicktes Blut[4]
- Risiko einer Zentralvenenthrombose im Auge
- Ausschluss aus sportlichen Veranstaltungen

## Nachweisbarkeit und ihre Grenzen
Blutdoping mittels EPO kann seit dem Jahr 2000 auch in geringen Konzentrationen durch ein mehrstufiges Verfahren, das durch Françoise Lasne und Jaques de Ceaurriz vom Laboratoire national de détection du dopage (LNDD) entwickelt wurde, im Urin nachgewiesen werden – allerdings nur für kurze Zeit (ca. zwei Tage). Robin Parisotto vom Australian Institute of Sport hat mit seinem Forscher-Team im Jahr 2000 einen EPO-Bluttest entwickelt, mit dem ein Nachweis bis zu sechs Wochen nach Aufnahme in den Körper möglich wird, wie er in einem Interview für die ARD-Fernseh-Dokumentation „Blut und Spiele“ vom August 2007 angab.
Ende 2003 gelang einer australischen Forschergruppe um den Doping-Experten Michael Ashenden die Entwicklung eines Nachweis-Verfahrens für Fremdblutdoping. Das Verfahren basiert auf der hohen Wahrscheinlichkeit, im Blut zweier verschiedener Personen unterschiedliche Antigen-Gruppierungen vorzufinden. Auf diese Weise können Fremdblutanteile von weniger als 5 % erkannt werden.
Das Verfahren wird seit 2004 in den von der Welt-Anti-Doping-Agentur (WADA) akkreditierten Laboratorien in Sydney, Athen und Lausanne für den Einsatz bei Dopingkontrollen angewandt. Eine wissenschaftliche Prüfung steht jedoch noch aus.
Eigenblutdoping ist bisher nicht nachweisbar. Im Blut befindliche Spuren des oft als Stabilisator verwendeten Ethylenglycols können jedoch einen Hinweis auf Eigenblutdoping liefern. Außerdem kann über die Messung des Hämatokritwertes der Anteil der roten Blutkörperchen im Blut bestimmt werden. Diese sind dann vermehrt vorhanden, da der Körper nach der Blutentnahme die Anzahl der roten Blutkörperchen wieder auf den alten Wert bringt und durch die spätere Zufuhr des abgenommenen Blutes sich die Anzahl der roten Blutkörperchen stark erhöht. Jedoch dient dies nicht als konkreter Beweis.
Ein weiteres Anzeichen können Spuren von Kunststoffweichmachern im Blut des Betroffenen sein. Dieser löst sich aus den aus Kunststoff bestehenden Blutbeuteln.
Im Radsport werden seit 1997 Athleten, bei denen ein Hämatokritwert von über 50 % festgestellt wird, aus Sicherheitsgründen gesperrt. Die Verwendung dieses Wertes als Kriterium für sanktionierende Maßnahmen ist jedoch problematisch. Einerseits können Sportler, die Blutdoping betreiben, durch Zufuhr von Flüssigkeit, Seren oder verflüssigenden Mitteln vor der Kontrollmessung ihren überhöhten Hämatokritwert vorübergehend unter 50 % drücken und das Blutdoping somit verschleiern. Andererseits kann allein schon durch genetische Veranlagung oder legale Trainingsmethoden (wie z. B. Höhentraining) ein im Radsport wettbewerbswidriger Hämatokritwert erreicht werden. Der Wert ist also keineswegs ein eindeutiger Indikator für Doping. Der Grenzwert im Radsport gilt als politisch definierter Wert, der z. B. von Langstreckenläufern aus Kenia übertroffen wird, sodass es in der Leichtathletik keine vergleichbaren Grenzwerte gibt.
Nach Forschungen der Universität Bayreuth verändert sich die absolute Hämoglobinmenge auf natürliche Weise nur in einem begrenzten Rahmen. Durch Langzeitmessungen lassen sich so Indizien für Manipulationen erkennen, unabhängig davon, ob sie durch Eigenblut oder EPO hervorgerufen sind.

## Bekannte Blutdopingfälle
- Kaarlo Maaninka, ein erfolgreicher finnischer Langläufer, gab 1981 zu, vor den Olympischen Spielen 1980 in Moskau Bluttransfusionen erhalten zu haben.[13]
- Der Radprofi Tyler Hamilton wurde am 11. September 2004 bei der Spanien-Rundfahrt des Fremdblutdopings überführt. Er war der erste Sportler, dem Fremdblutdoping nachgewiesen werden konnte.[3]
- Hamiltons Teamkollege Santiago Pérez wurde kurze Zeit später ebenfalls bei der Vuelta 2004 positiv auf Fremdblutdoping getestet.
- Nach Ermittlungen im Umfeld des spanischen Arztes Fuentes, bei denen die Behörden umfangreiche Bestände an Blutkonserven beschlagnahmten, wurden diverse Spitzenfahrer von der Tour de France 2006 ausgeschlossen (siehe Dopingskandal Fuentes).
- Die österreichischen Biathleten Wolfgang Perner und Wolfgang Rottmann wurden vom IOC des Blutdopings überführt. Während der Olympischen Winterspiele 2006 in Turin flohen beide vor italienischen Dopingfahndern nach Österreich. Sie wurden später suspendiert.[14][15]
- Bei Alexander Winokurow ist bei der Tour de France 2007 Fremdblutdoping festgestellt worden. A- und B-Probe waren positiv.[16]
- Bei dem Kasachen Andrei Kaschetschkin des Teams Astana wurde nach einer Trainingskontrolle am 1. August 2007 in der Türkei eine verbotene Bluttransfusion nachgewiesen. Er wurde sofort suspendiert, wobei auch bei ihm die folgende Analyse der B-Probe positiv war.[17][18]
- Der ehemalige Radprofi Jan Ullrich hat Blutdoping bei dem spanischen Arzt Eufemiano Fuentes zugegeben.[19]
- Bei den nordischen Skiweltmeisterschaften 2019 in Seefeld wurden sechs Langläufer, Johannes Dürr, Dominik Baldauf, Max Hauke (beide AUT), Karel Tammjärv, Andreas Veerpalu (beide EST) und Alexei Poltoranin (KAZ), wegen Dopingverdachts festgenommen und von der ÖADR bzw. FIS vorläufig suspendiert. Ein Ermittlungsverfahren ist derzeit noch nicht abgeschlossen.[20] Der in den Dopingskandal verwickelte deutsche Sportmediziner Mark Schmidt, der auch Radsportler zu seinen Kunden zählte, wurde im Januar 2021 vom Landgericht München II zu einer langjährigen Haftstrafe verurteilt.[21]